# Мамедов, Исрафил Магерам оглы
Исрафил Магерам оглы Мамедов (азерб. Məmmədov İsrafil Məhərrəm oğlu; по тексту заметки газеты «Красная звезда» — Мамедов Истрафуил Магорилович 16 марта 1919 — 1 мая 1946) — помощник командира стрелкового взвода 42-го стрелкового полка 180-й стрелковой дивизии Северо-Западного фронта, Герой Советского Союза, на момент присвоения звания Героя — старший сержант. С 1943 года — лейтенант запаса. Первый этнический азербайджанец — Герой Советского Союза (11.12.1941).

## Биография
Исрафил Мамедов родился 16 марта 1919 года в селе Гапанлы Азербайджанской Демократической Республики в семье крестьянина. По национальности — азербайджанец. Окончил промышленный техникум в Кировабаде. После учёбы работал на текстильном комбинате.
В 1939 году был призван в Красную Армию. С началом Великой Отечественной войны на фронте. Кандидат в ВКП(б) с 1941 года. В июле 1941 года ему было присвоено звание старшего сержанта. Он командовал сначала взводом, а затем был назначен помощником командира роты.
2 декабря 1941 года Мамедову присвоено звание младшего лейтенанта.
3 декабря 1941 года в районе озера Ильмень, на подступах к Новгороду, отряд во главе со старшим сержантом Мамедовым защищал важный рубеж. Позиция роты располагалась на высотке в болотистой местности за деревней Пустынька. Фашисты, вклинившиеся в расположение советских войск, отрезали группу И. Мамедова от основных сил. Двадцать человек во главе с Мамедовым вели неравный бой. В течение 10 часов советские бойцы отбивали атаки целого батальона гитлеровцев и удержали занимаемый рубеж до подхода подкрепления. В этом бою было уничтожено около 300 гитлеровцев. Лично старший сержант Мамедов уничтожил 70 солдат и трёх офицеров врага.
Указом Президиума Верховного Совета СССР от 11 декабря 1941 года за образцовое выполнение боевых заданий командования на фронте борьбы с немецкими захватчиками и проявленные при этом мужество и героизм Мамедову Исрафилу Магерам-оглы присвоено звание Героя Советского Союза с вручением ордена Ленина и медали «Золотая Звезда» (№ 554). Исрафил Мамедов стал первым азербайджанцем, получившим звание Героя Советского Союза.
С 1943 года лейтенант И. Мамедов находится в запасе по болезни. Жил в городе Кировабад (с 1989 года и ныне — город Гянджа). Работал в ЦК комсомола Азербайджана.

Могила Исрафила Мамедова в Гяндже

Скончался 1 мая 1946 года в военном госпитале города Ялта. Похоронен в городском парке города Гянджа.

## Память

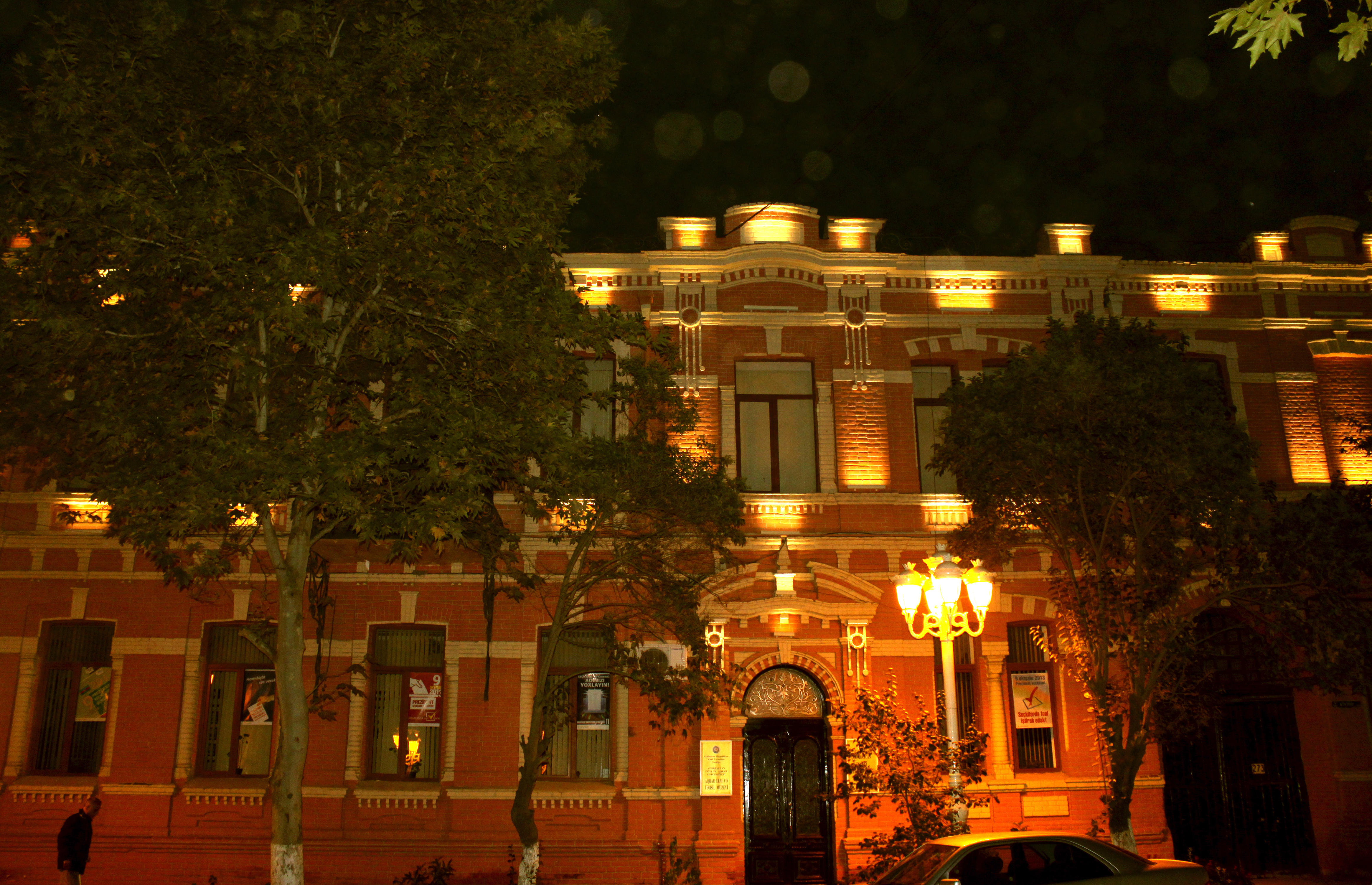
Дом-музей Исрафила Мамедова в Гяндже

В Гяндже установлен памятник, а также открыт дом-музей героя. На доме, где он жил, установлена мемориальная доска. Его именем названы улица и школа в Гяндже, а также школа в родном селе Гапанлы.
В 1986 году Почта СССР выпустила художественный маркированный конверт с его портретом.